# Alejandro Casona
Œuvres principales
Flor de Leyendas
Alejandro Rodríguez Álvarez, dit Alejandro Casona ou encore « El Solitario », né à Cangas del Narcea, Asturies le 23 mars 1903 et mort à Madrid le 17 septembre 1965 , est un dramaturge espagnol appartenant à la Génération de 27.
Il reçoit en 1932 le Prix national de Narration, alors appelé « Prix National de Littérature », pour Flor de Leyendas.

## Biographie
Enseignant de profession, il a exprimé une forte vocation pédagogique, clairement inspiré par les idéaux de l'Institution libre d'enseignement et sa défense des valeurs progressistes dans divers projets de diffusion culturelle comme les appels des Missions pédagogiques, créées lors de la Seconde République espagnole. En ce sens, il a réalisé de nombreuses adaptations de pièces classiques théâtrales et narratives, à la fois pour les adultes et pour les enfants et les jeunes. De plus, dans tous les originaux de ses créations dramatiques il réussit à transmettre des messages de profondeur remarquable et fort engagement social sans pour autant sacrifier le langage poétique.

## Œuvres principales
- Flor de Leyendas (1932) — Prix national de Narration
- La sirena varada (1934)
- Otra vez el diablo (1935)
- Nuestra Natacha (1936)
- Prohibido suicidarse en primavera (es) (1937)
- Las tres perfectas casadas (1941)
- La dama del alba (1944) (La Dame de l'Aube)
- La barca sin pescador (1945) (La Barque sans Pêcheur)
- Los árboles mueren de pie (1949)
- La llave en el desván (1951)
- Siete gritos en el mar (1952)
- La tercera palabra (1953)
- Corona de amor y muerte (1955)
- Carta de una desconocida (1957)
- La casa de los siete balcones (1957)
- Tres diamantes y una mujer (1961)
- El caballero de las espuelas de oro (1964)